# ایستگاه راه‌آهن مرکزی برلین
ایستگاه مرکزی برلین (آلمانی: Berlin Hauptbahnhof) یا هاوپت‌بانهوف برلین، ایستگاه اصلی و مرکزی راه‌آهن در برلین، آلمان است.
این ایستگاه که در سال ۲۰۰۶ افتتاح شده جزئی از راه‌آهن شهری برلین، قطار شهری برلین و خط اصلی شمال-جنوب برلین است، همچنین متروی برلین به این ایستگاه متصل است.
ایستگاه مرکزی برلین از طریق خطوط راه‌آهن یوروسیتی به خطوط سراسری اروپا نیز متصل است.

## نگارخانه

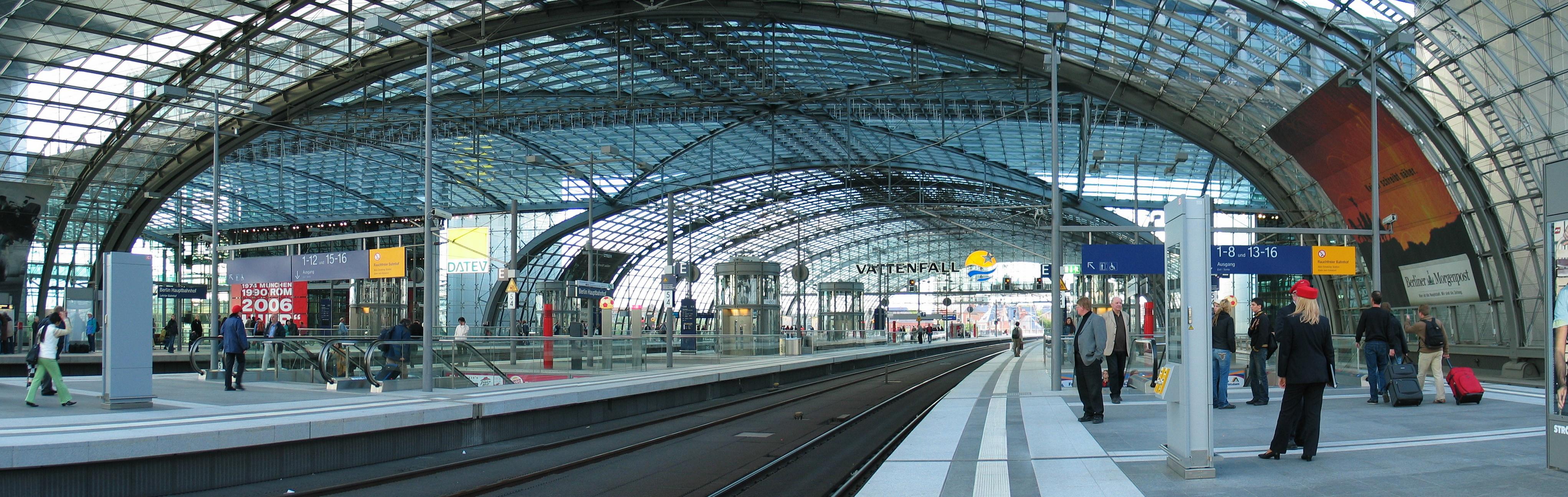

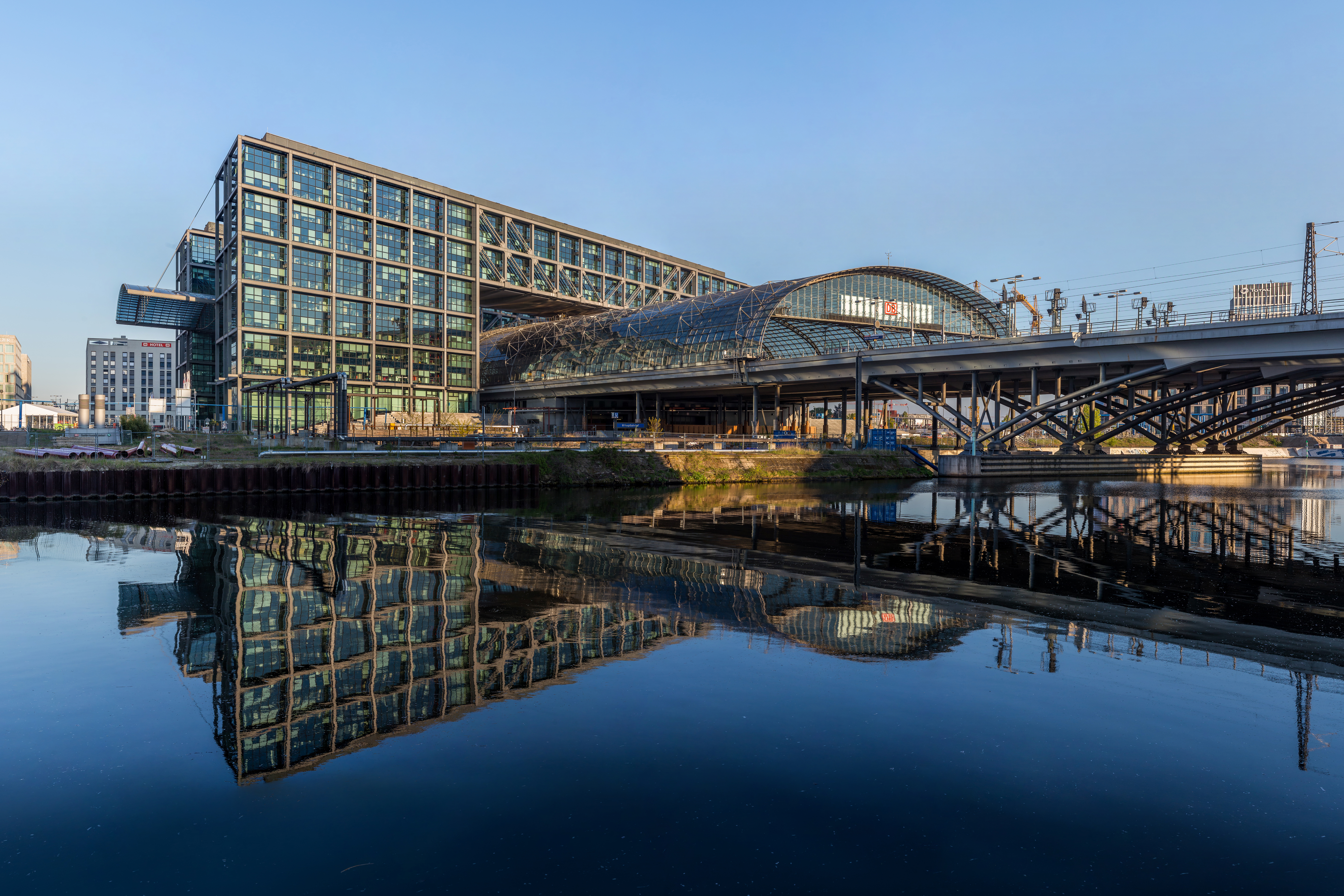
کانال برلین-اسپانداو از کنار ایستگاه راه‌آهن مرکزی برلین می‌گذرد
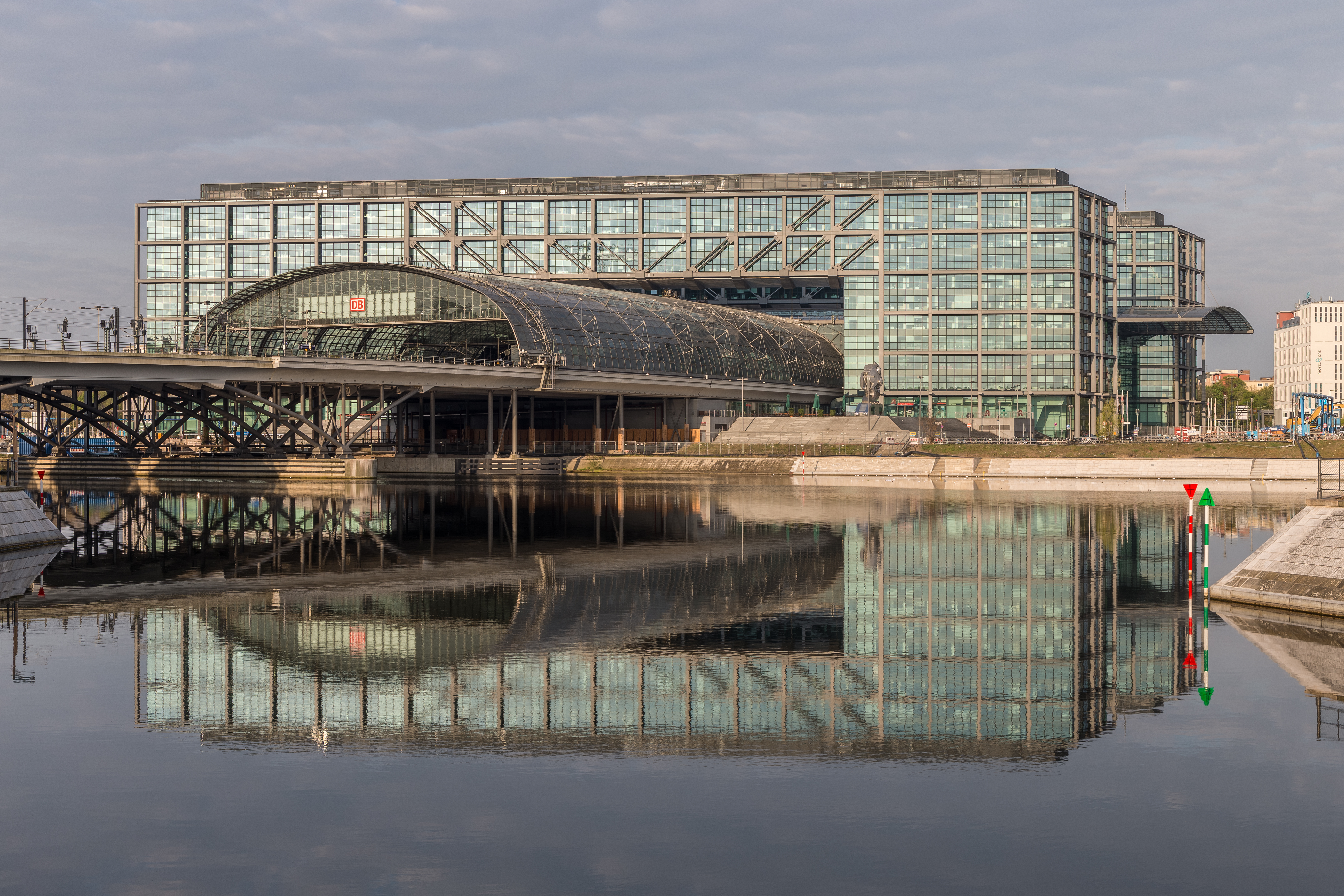
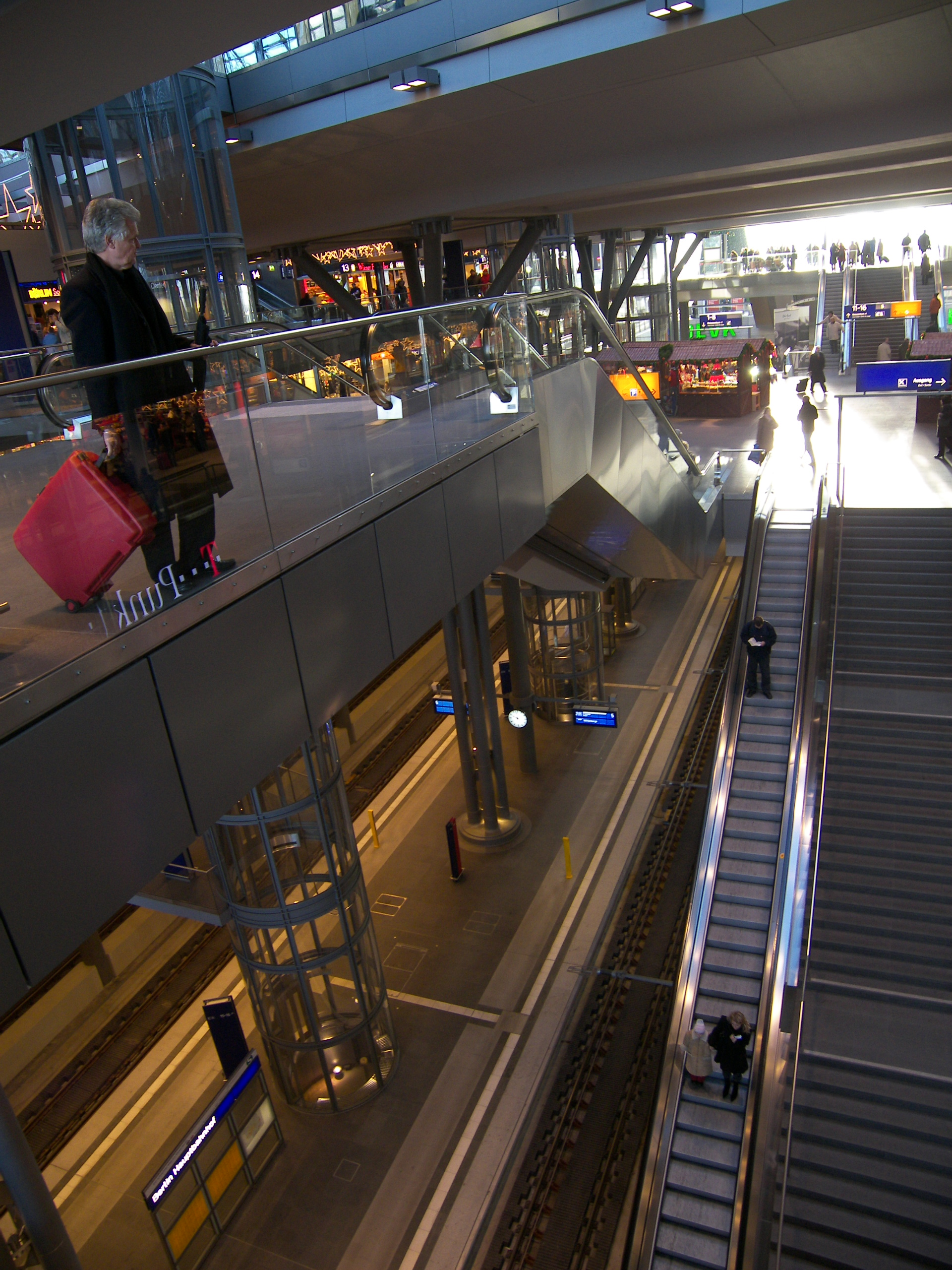
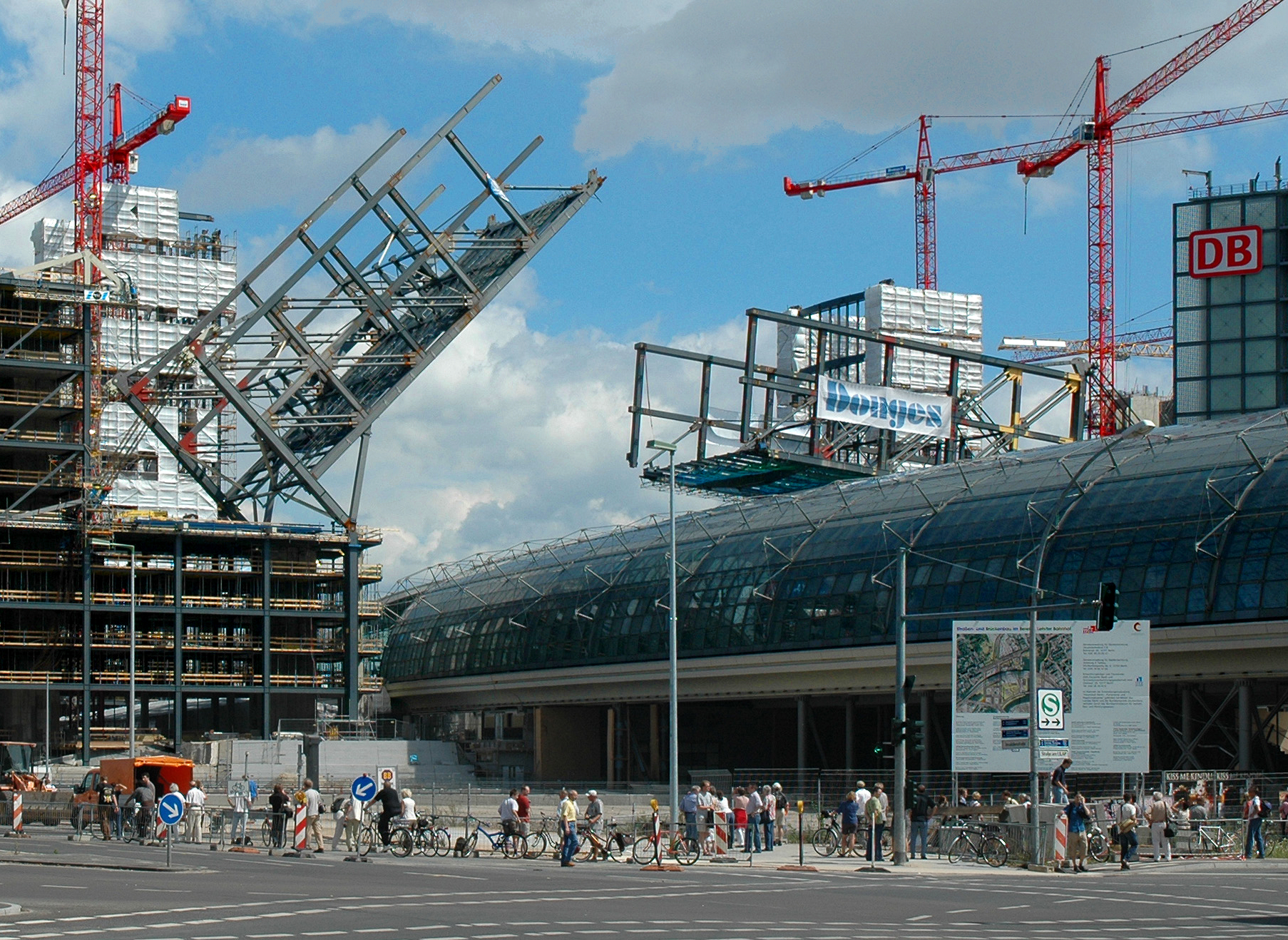
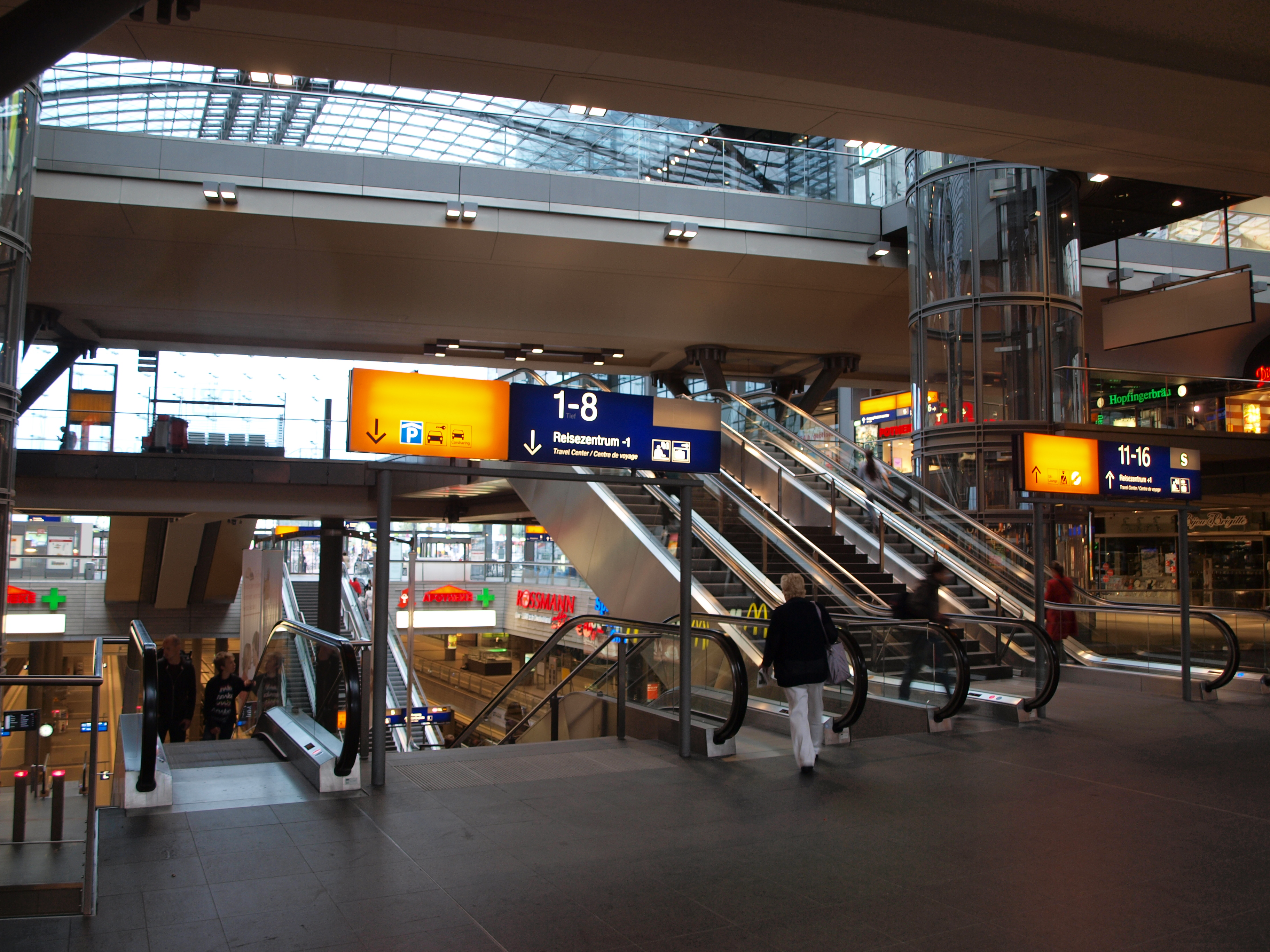
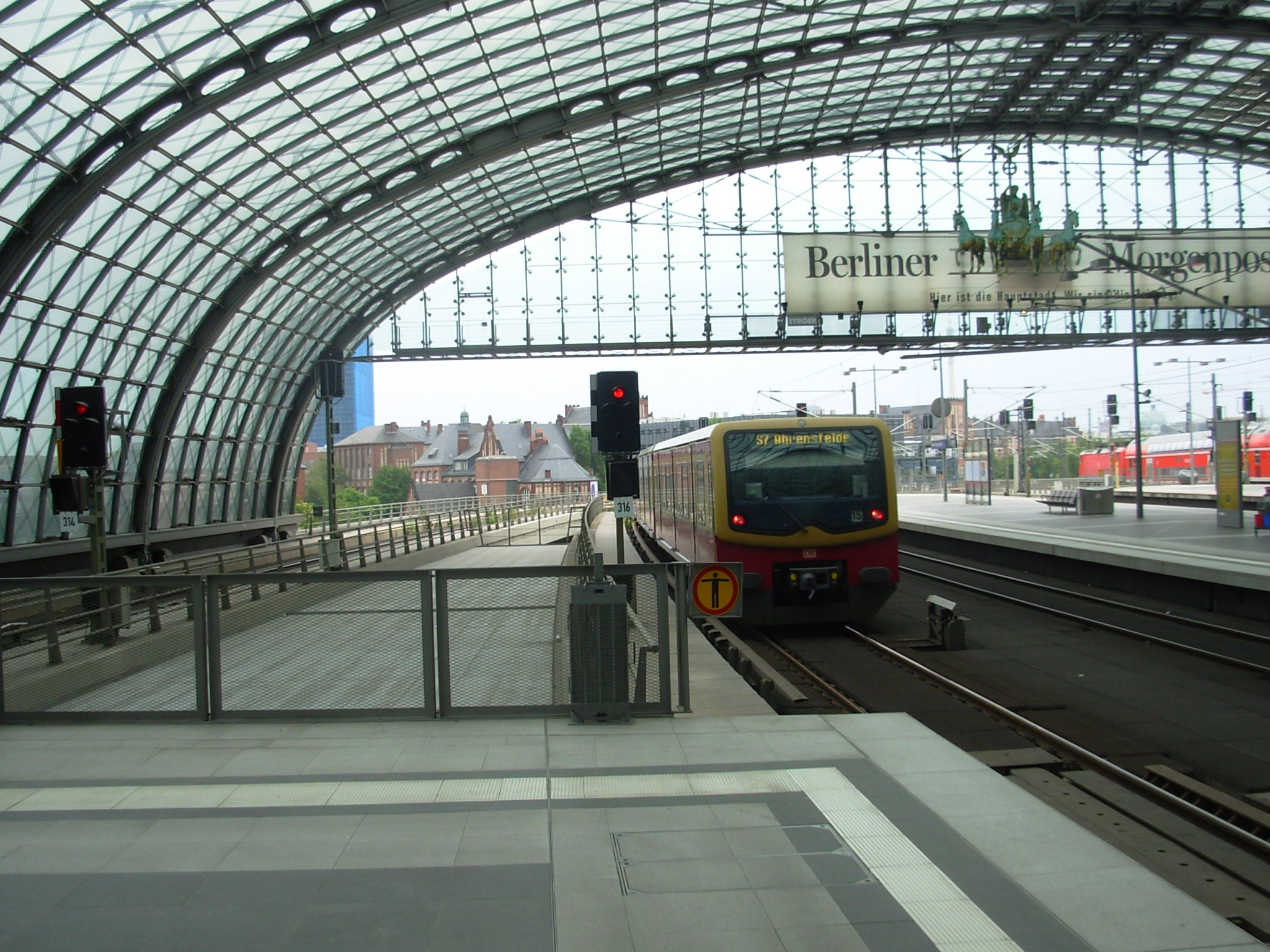
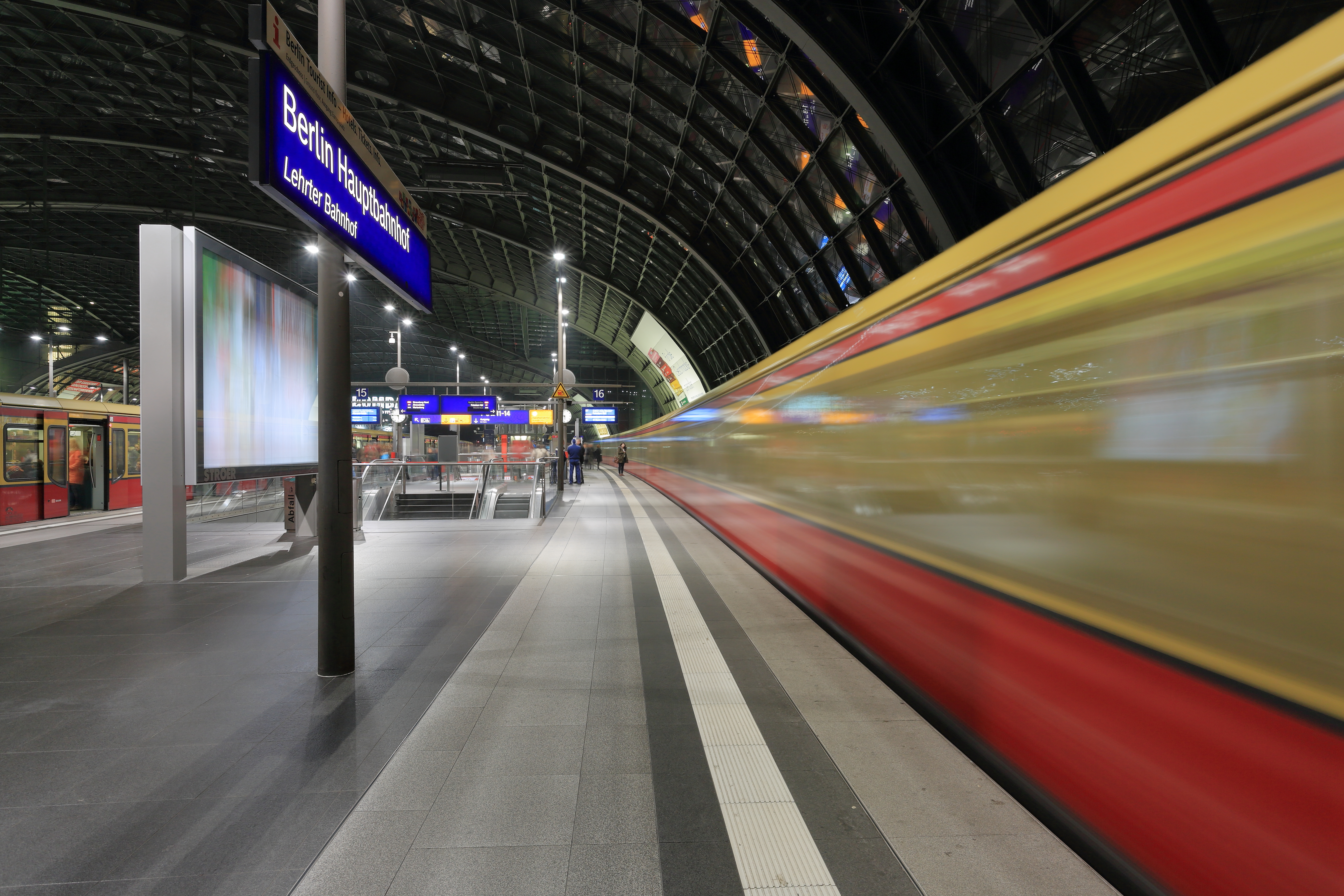